# Cantone di Preuilly-sur-Claise
Il Cantone di Preuilly-sur-Claise era una divisione amministrativa dell'arrondissement di Loches.
A seguito della riforma approvata con decreto del 18 febbraio 2014, che ha avuto attuazione dopo le elezioni dipartimentali del 2015, è stato soppresso.

## Composizione
Comprendeva i comuni di:
- Bossay-sur-Claise
- Boussay
- Chambon
- Charnizay
- Chaumussay
- Preuilly-sur-Claise
- Tournon-Saint-Pierre
- Yzeures-sur-Creuse